# Los amores de Hércules
Los amores de Hércules (Gli amori di Ercole) es una película de 1960 del subgénero péplum. Es una coproducción de Italia y Francia dirigida por Carlo Ludovico Bragaglia (1894 - 1998), con Mickey Hargitay en el papel de Hércules y Jayne Mansfield en los de Deyanira e Hipólita. 

## Argumento del montaje italiano
Estando ausente Hércules, su gente, entre la que estaba su amada Megara, ha sido asesinada por orden de Éurito, rey de Ecalia. Hércules emprende un viaje a esa ciudad para vengarla, pero ignora que Éurito ya no vive y ahora reina su hija Deyanira. Al llegar Hércules a Ecalia, Deyanira le ofrece que la mate y perdone a su pueblo. Hércules se enamora de ella y renuncia a la venganza.
Lico, que era ministro de Éurito, intenta hacerse con el poder, y manda a un sicario que mate al prometido de Deyanira, el príncipe Aqueloo, para después acusar a Hércules de haber cometido el crimen.
El héroe descubre la verdad e intenta matar al sicario; este, tratando de huir de Hércules, es devorado por la Hidra. La criatura ataca también a Hércules, que consigue acabar con ella tras una dura pelea en la que resulta herido de gravedad. 
Nemea y otras amazonas socorren a Hércules y lo llevan al palacio de la reina Hipólita. Como tiene por costumbre hacer tarde o temprano con sus amantes, la reina de las amazonas pretende transformar en árbol a Hércules, pero Nemea lo despierta y lo ayuda a huir. Por este acto, Nemea pagará con la vida, pero Hipólita será aplastada por los árboles que fueron sus amantes.
En Ecalia, Lico ha ocupado el trono y tiene presa a Deyanira. Hércules parte para reunir un ejército, y, cuando vuelve con él, ve que el pueblo de Ecalia se ha rebelado y ha destronado a Lico, que ha escapado llevándose a la prisionera. Llegan los dos hasta la cueva de un cíclope, y Hércules llega tras ellos: Lico es muerto por la criatura y esta es muerta después por Hércules, que así recobra a su amada sana y salva.

## Ficha técnica
Cinemascope. Eastmancolor.
|                                | Datos                                                                                 |
| ------------------------------ | ------------------------------------------------------------------------------------- |
| Producción                     | Alberto Manca, para Grandi Schermi Italiani, Contact Organisation y París Productions |
| Argumento y guion              | Sandro Continenza y Luciano Doria                                                     |
| Maestro de armas               | Enzo Musumeci Greco                                                                   |
| Vestuario                      | Darío Cecchi y María Baroni                                                           |
| Diseño de producción           | Gianni Solitro                                                                        |
| Dirección de fotografía        | Enzo Serafín                                                                          |
| Dirección                      | Carlo Ludovico Bragaglia                                                              |
| Montaje                        | Renato Cinquini                                                                       |
| Música                         | Carlo Innocenzi; dirigida por Carlo Franci                                            |
| Diálogo de la versión francesa | Lucette Gaudiot, con dirección de Michel Gast                                         |
| Distribución en Italia         | Interfilm                                                                             |
| Distribución en Francia        | Sigmadis                                                                              |

## Reparto
| PERSONAJE                    | ACTUACIÓN                                | DOBLAJE FRANCÉS     |
| ---------------------------- | ---------------------------------------- | ------------------- |
| El príncipe Aqueloo          | Gil Vidal                                | Hubert Noël         |
| Capitán de la guardia        | Antonio Gradoli                          |                     |
| El cíclope                   | Aldo Pedinotti                           |                     |
| Deyanira e Hipólita          | Jayne Mansfield                          | Claire Guibert      |
| Elea                         | Rossella Como                            | Nadine Alari        |
| Éurito                       | Cesare Fantoni                           | Jean-Henri Chambois |
| General                      | René Dary                                | René Dary           |
| Hércules                     | Mickey Hargitay                          | Michel Le Royer     |
| Láquesis                     | Olga Solbelli                            | Héléna Manson       |
| Lico                         | Massimo Serato                           | Roland Ménard       |
| Livia, sirviente de Deyanira | Sandrine                                 |                     |
| Mégara                       | Bárbara Florian                          |                     |
| Nemea                        | La artista circense y actriz Moira Orfei |                     |
| La sibila                    | Giovanna Galletti                        | Lucienne Givry      |
| Sicario de Lico              | Andrea Aureli                            | René Bériard        |
| Sumo sacerdote               | Giulio Donnini                           | Pierre Asso         |
| Tamanto                      | Andrea Scotti                            |                     |
| Yalao                        | Arturo Bragaglia                         | Camille Guérini     |

## Diferencias entre los personajes de las historias tradicionales y los correspondientes de la película
- Aqueloo: en la tradición clásica es un dios fluvial; en la película, es un príncipe.

- Hipólita: en la tradición clásica, no recibe a Hércules herido traído por las amazonas, sino que es él quien llega por su pie hasta el reino de ella para robarle el cinturón.

- Lico: en la tradición clásica, es regente de Tebas y después usurpador del trono de esa ciudad; en la película, usurpa el trono de Ecalia.

- En la tradición clásica, Megara y los hijos que ha tenido con Hércules son muertos por él durante el ataque de locura que le induce la diosa Hera, y, para expiar la culpa, el héroe habrá de ponerse al servicio de su primo el rey Euristeo, que le mandará los doce trabajos que en principio iban a ser diez; en la película, Megara es una de las víctimas de Éurito.

- Yolao: en la tradición clásica, es sobrino de Hércules y, en las historias de Eurípides y en las de Plutarco, además su erómeno; en la película, Yolao (llamado Yalao) es más viejo que Hércules.

## Jayne Mansfield y la película
La actriz obtuvo permiso de su estudio de la 20th Century Fox para trabajar durante las primeras semanas de 1960 en esta producción europea. Al comenzar el rodaje, estaba ella en el principio de la gestación de su tercer vástago. Por su trabajo en la película, recibió un salario de 75.000 dólares. 